# 格哈德·伦珀

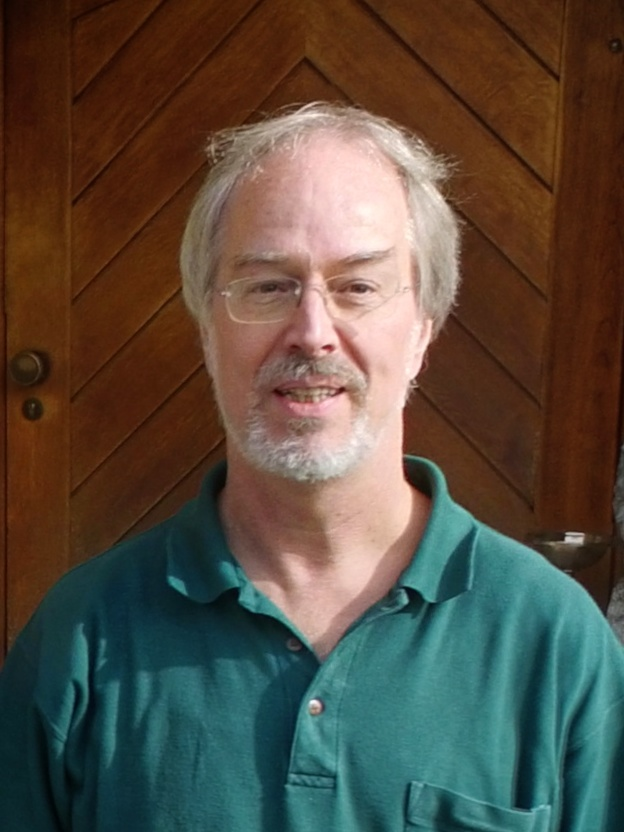
2016年的伦珀

格哈德·伦珀（德語：Gerhard Rempe，1956年4月22日—），德国物理学家，马克斯·普朗克量子光学研究所主任，慕尼黑工业大学名誉教授。他在原子和分子物理学、量子光学、量子信息等领域做出了开创性的实验研究。

## 经历
格哈德·伦珀生于威斯特法伦州博特罗普。他于1976至1982年间在杜伊斯堡-埃森大学和慕尼黑大学学习数学和物理专业。他于1986年在慕尼黑大学获得物理学博士学位。他在博士期间的导师是已故的量子光学的先驱赫伯特·瓦尔特。之后他在慕尼黑一直工作到1990年，直到取得特许任教资格（Habilitation）。1990至1992年间，伦珀在加州理工学院任职博士后。1992年他回到德国，并接受了康斯坦茨大学实验物理学教授的任命。1999年，他被任命为马克斯·普朗克学会的科学会员，马克斯·普朗克量子光学研究所主任，和慕尼黑工业大学名誉教授。

## 研究成果
格哈德·伦珀是腔量子电动力学的先驱。他第一次观察到单个原子对单个光子重复吸收与辐射。